# Matty James
Matthew "Matty" Lee James, né le 22 juillet 1991 à Bacup, est un footballeur anglais qui évolue au poste de milieu relayeur au Wrexham AFC.

## Carrière
Matty James est formé à Manchester United. En février 2010, il est prêté jusqu'à la fin de la saison au club de Preston North End, en deuxième division anglaise. En juillet 2010, il est de nouveau prêté à Preston North End, cette fois-ci pour une saison entière.
En mai 2012, il est transféré au club de Leicester City (D2 anglaise), sans avoir joué un seul match professionnel avec les Red Devils.
Matty James participe au championnat d'Europe des moins de 19 ans 2010 avec l'équipe d'Angleterre des moins de 19 ans.
Le 25 janvier 2017, il est prêté à Barnsley. Il y est prêté à nouveau le 16 octobre 2020.
Le 6 janvier 2021, il est prête jusqu'à la fin de la saison à Coventry City.
Le 1er juillet 2021, il rejoint Bristol City.

## Palmarès

### En club
- Manchester United
  - Champion d'Angleterre en 2009

- Leicester City
  - Champion d'Angleterre en 2016
  - Champion d'Angleterre de D2 en 2014